# Jade et les Sacrés Mystères de la vie
Pour les articles homonymes, voir Jade.
 (mai 2012).
Si vous disposez d'ouvrages ou d'articles de référence ou si vous connaissez des sites web de qualité traitant du thème abordé ici, merci de compléter l'article en donnant les références utiles à sa vérifiabilité et en les liant à la section « Notes et références ».

Jade et les Sacrés Mystères de la vie est un conte philosophique de François Garagnon paru en 1991, qui a fait l'objet d'une trentaine de rééditions à ce jour. En France, cet ouvrage a été vendu à ce jour à plus de 630 000 exemplaires. Il a été traduit dans une douzaine de pays, dernièrement en chinois (2008), en japonais (2009), en tchèque (2012) et en letton (2012). Les thèmes principaux abordés dans le livre sont Dieu, le sens de la vie, ainsi que la foi.